# Сулу (озеро, район Беимбета Майлина)
Сулу (каз. Сұлу) — озеро в районе Беимбета Майлина Костанайской области Казахстана. Находится в 7 км к северо-востоку от села Щербиновка.
По данным топографической съёмки 1944 года, площадь поверхности озера составляет 1,68 км². Наибольшая длина озера — 1,6 км, наибольшая ширина — 1,4 км. Длина береговой линии составляет 5,2 км, развитие береговой линии — 1,12. Озеро расположено на высоте 207,2 м над уровнем моря.